# Witold Wilkosz
Witold Wilkosz (ur. 14 sierpnia 1891 w Krakowie, zm. 31 marca 1941 tamże) – polski matematyk, fizyk i filozof, popularyzator nauki, pionier polskiej radiotechniki i radiofonii. 

## Życiorys
Był synem Jana Wilkosza, polonisty i profesora gimnazjum, oraz Józefy Vopalko. Od najmłodszych lat wyróżniał się zdolnościami matematycznymi oraz językowymi. Maturę zdał w Gimnazjum im. Króla Jana III Sobieskiego. W młodości przyjaźnił się z Stefanem Banachem. 
Przed maturą napisał artykuł o semitologii, za który otrzymał od towarzystwa naukowego Morgenländische Gesselchaft członkostwo oraz stypendium, które umożliwiło mu studia na uniwersytecie w Bejrucie. Po kilku miesiącach powrócił i rozpoczął studia z zakresu filologii na Uniwersytecie Jagiellońskim. Po dwóch latach zmienił kierunek na matematykę, studiował w Krakowie i w Turynie. Uzyskał doktorat na podstawie pracy o całce Lebesgue’a, napisanej pod kierunkiem Stanisława Zaremby, i rozpoczął pracę wykładowcy matematyki na swojej macierzystej uczelni. W 1920 roku habilitował się, w 1936 otrzymał profesurę. 

### Druga wojna światowa
Aresztowany 6 listopada 1939 wraz z innymi profesorami po tzw. „wykładzie inauguracyjnym” SS-Sturmbannführera Bruno Müllera. Ciężka choroba spowodowała, że Niemcy uznali go za niezdolnego do umieszczenia w obozie, 9 listopada 1939 roku został zwolniony wraz z innymi 9 profesorami. Powrócił do domu chory, załamany 14 listopada 1939 roku otrzymał nakaz opuszczenia  zajmowanego wraz z rodziną mieszkania przy placu Inwalidów 4. Przyjął propozycję objęcia pracy nauczycielskiej w szkole handlowej mieszczącej się w dawnym Instytucie Matematycznym. W celach zarobkowych przyjął dodatkową pracę w Powszechnym Zakładzie Ubezpieczeń Wzajemnych przy ulicy Łobzowskiej 39. Osłabiony, podupadł na zdrowiu. Lekarze polecili mu wyjazd do Sanatorium Ubezpieczalni Społecznej w Radziszowie koło Skawiny. Okazało się jednak, że jego stan był już beznadziejny. Odesłano go do Krakowa, gdzie zmarł na zapalenie płuc 31 marca 1941 roku. Pozostawił rodzinę bez środków do życia. Pomocą służyła im wyłącznie Rada Główna Opiekuńcza. 
Został pochowany na cmentarzu Rakowickim w Krakowie (kwatera Z, wsch.).

## Osiągnięcia

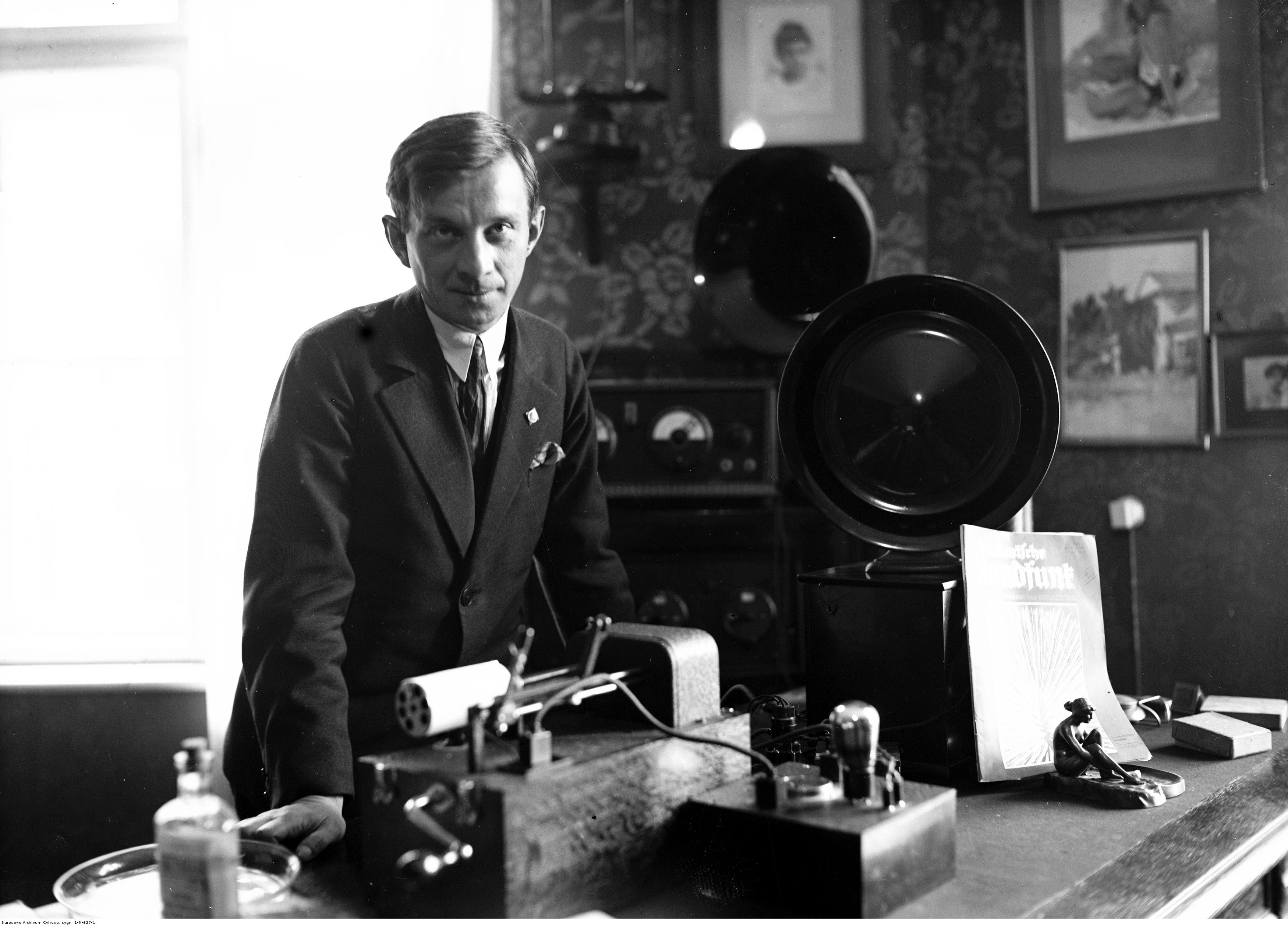
Wilkosz z fultografem, 1929

Wprowadził szereg innowacji, które znacząco wpłynęły na rozwój radiotechniki i popularyzację nauki w Polsce. Jego fascynacja radiem miała charakter wielostronny, obejmując zarówno stronę techniczno-konstrukcyjną, jak i zastosowania matematyki w elektrotechnice. Wilkosz pracował nad konstruowaniem i ulepszaniem odbiorników radiowych, tworząc między innymi prosty i tani odbiornik jednolampowy, który przeszedł do historii radiotechniki jako „aparat Wilkosza”. Wzorując się na jego budowie, skonstruowano pierwszy przed wojną miniaturowy odbiornik zasilany z baterii kieszonkowych, znany jako „Vademecum”, który stał się pierwowzorem powojennej „Szarotki”.
Założył wytwórnię i poradnię radiową „Teleradio” w Krakowie, gdzie bezinteresownie udzielał porad radioamatorom. W latach 1927-1930 regularnie publikował artykuły w „kurierze radiowym”, dzieląc się swoimi zdobyczami technicznymi. W 1931 roku opracował projekt budowy krótkofalowego nadajnika na prośbę profesora Józefa Latkowskiego, który badał wpływ fal krótkich na organizmy ludzkie i zwierzęce.
Założył również Polskie Towarzystwo Fultograficzne, które zajmowało się próbami rozpowszechniania odbioru obrazów ze stacji zagranicznych oraz budową aparatów fultograficznych w Polsce (pierwowzorów faksów) oraz doradzał jak go zastosować w Ilustrowanym Kurierze Codziennym. Jego osiągnięcia konstruktorskie były na tyle znaczące, że firma holenderska „Philips” zaproponowała mu stanowisko kierownika-konstruktora, jednak Wilkosz odmówił, ceniąc swoją niezależność w pracy naukowej.
Jako matematyk, Wilkosz interesował się elektrotechnicznymi zastosowaniami równań różniczkowych, szczególnie w kontekście wytwarzania fal radiowych. Poświęcił temu zagadnieniu pracę „O równaniu relaksacyjnym”, która jednak nie została opublikowana z powodu braku polskiej terminologii.

## Upamiętnienie
Jego imię nosi konkurs PTM na najlepszą pracę popularyzującą matematykę

## Twórczość
- 1918: Z teorii funkcji absolutnie ciągłych i całek Lebesgue’a (doktorat),
- 1920: O funkcjach ściśle mierzalnych i Duhamelowskich wraz z zastosowaniami do teorii równań całkowych i różniczkowych (rozprawa habilitacyjna),
- 1929: Fultograf i fultografia, Wydane przez Towarzystwo Fultograficzne, Kraków
- 1929: Fultograf - teczka montażowa, schemat, plany budowy i Szczegółowy opis działania, Polskie Towarzystwo Fultograficzne, Kraków
- 1931: Les proprietés topologiques du plan euclidien, Paryż,
- 1938: Liczę i myślę, Kraków, Warszawa 1951[10]
- 1938: Jak powstała liczba,
- 1938: Przedmowa do książki Jana Ciechotnego: Liczba i kształt. Wstęp do elementarnego kursu radio-techniki, Katowice
- Miniaturowy odbiornik dwulampowy, Wydane przez Laboratorium doświadczalne „Teleradio” , Kraków[8].
- 1946: Człowiek stwarza naukę, Kraków.